# Tyler De Nawi
Tyler De Nawi, pseudonimo di Mustafa Dennawi (Sydney, 2 luglio 1989), è un attore e ballerino australiano.
Ha fatto il suo debutto in TV nella miniserie drammatica SBS The Principal . Ha poi interpretato Elias Habib nella serie TV comica australiana Here Come the Habibs (2016), seguita da un'apparizione in Doctor Doctor (2017).
Nell'aprile 2017 ha fatto il suo debutto sul palco in Una tigre del Bengala allo zoo di Baghdad, in cui ha interpretato il ruolo di Uday Hussein al fianco di Maggie Dence in una storia basata sulla caduta dell'Iraq e del regime di Saddam.
De Nawi è apparso nella miniserie di SBS On the Ropes . Ha inoltre interpretato Jamal in A Lion Returns.

## Biografia
De Nawi è nato a Sydney, in Australia, da Zena e Ahmed, entrambi insegnanti di arabo che emigrarono a Sydney dal Libano negli anni '70 durante la guerra civile. Nato in una famiglia musulmana conservatrice, De Nawi è cresciuto a Riverwood, nel Nuovo Galles del Sud .. Grazie a suo padre conobbe le figure che sono diventate le sue più grandi ispirazioni: Bruce Lee, Muhammad Ali ed Elvis Presley.
De Nawi ha frequentato diverse scuole, tra cui la Hanan's Road Public School, la Sir Joseph Banks High School, la James Busby High School e la Cecil Hills High School . Si è laureato alla Punchbowl Boys High School. Con l'amore per i film e i combattimenti, i suoi interessi al di fuori della scuola caddero maggiormente nelle arti marziali, a cominciare dall'hapkido. Scoprì la capoeira e il jiu-jitsu brasiliano all'età di 15 anni. Praticando la capoeira per oltre 10 anni, si è anche allenato nel burattamento della ginnastica e ha imparato la lingua brasiliano-portoghese. All'età di 17 anni ha iniziato a esibirsi professionalmente in Australia, Cina e in Asia. La progressione della sua abilità di acrobata lo introdusse nella grande comunità, evolvendo il suo mestiere con elementi di parkour.
È stato scelto per il cortometraggio del thriller d'azione Hunt For Hiroshi e si è unito alla produzione, scoprendo i suoi interessi nei film e nel cinema, e proseguendo poi gli studi di recitazione.
Dopo essersi diplomato in una scuola di recitazione, è stato scelto per una miniserie australiana originale, The Principal, nel ruolo di Karim Ahmed nel film poliziesco delle scuole superiori basato vagamente sul distretto di Punchbowl / Bankstown di De Nawi.
De Nawi è tornato in Australia per assumere il ruolo più noto di Elias Habib nella produzione televisiva di Here Come the Habibs nel 2016. De Nawi e questo programma sono diventati al centro del dibattito attorno agli Australian Logie Awards 2016 quando uno dei vincitori, Waleed Aly, ha dedicato la sua vittoria a un attore che era stato costretto a cambiare il suo nome, Mustafa, per lavorare nella televisione australiana. Poco dopo è emerso che questo attore era De Nawi, che ha poi scritto un saggio per The Age in cui descriveva le difficoltà che aveva avuto durante le audizioni e il lavoro prima di cambiare il suo nome. Ha sottolineato l'ironia del fatto dichiarando che "dopo aver cambiato il mio nome in Tyler ho ottenuto ruoli come Karim Ahmed (siriano-australiano) in The Principal ed Elias Habib (libanese-australiano) in Here Come the Habibs . Tanto più che la mia eredità include origini libanesi e siriane. "
Decidendo di continuare a concentrarsi sull'allenamento di arti marziali, ha iniziato la kickboxing nel 2016, gareggiando e facendo parte della giuria nel campionato WAKO. È stato poi scelto come pugile nella miniserie della SBS On the Ropes, interpretando Hayder "The Hammer" Al-Amir, campione di pesi medi.
De Nawi ha continuato a espandersi con il suo mestiere, trasferendosi a Los Angeles per proseguire la sua carriera creativa.